# Jason Steele
Jason Steele (* 18. August 1990 in Newton Aycliffe) ist ein englischer Torwart. Er steht aktuell beim englischen Erstligisten Brighton & Hove Albion unter Vertrag.

## Karriere

### Vereine
Steele besuchte die Jugendakademie des FC Middlesbrough und schloss im Mai 2009 einen Dreijahresvertrag ab. Am 10. August 2009 spielte er im Carling Cup volle 90 Minuten beim 2:1-Sieg gegen Chesterfield. Sein Ligadebüt gab er in der Saison 2010/11 gegen Leicester City und bekam beim 0:0 kein Gegentor. Im Dezember 2010 unterschrieb er einen neuen Vertrag, der bis 2015 laufen wird.
Zur Saison 2015/16 wechselte er zu den Blackburn Rovers, wo er bis 2017 verblieb. 
Danach wechselte Steele für eine Saison zum AFC Sunderland, bevor es ihn zu Brighton & Hove Albion zog, wo er bis zum heutigen immer noch spielt. 

### Nationalmannschaft
Jason Steele hat die englische U-16, U-17 und U-19 durchlaufen. Mit der U-17 nahm er 2007 bei der FIFA U-17 WM und 2008 mit der U-19 bei der UEFA U-19 EM teil. Sein Debüt für die englische U-21 gab er am 16. November 2010 bei einer 0:2-Niederlage gegen die deutsche U-21.